# 16 (tal)
16 (seksten) er:
- Det naturlige tal efter 15, derefter følger 17.
- Et heltal.
- Et lige tal.
- Et kvadrattal (42).
- Et sammensat tal.
- Et defektivt tal.
- Grundtallet i det hexadecimale talsystem.

## Matematik
Det er det eneste tal som har den egenskab, at 24= 16 men det samme gør sig også gældende ved 42 som også giver 16. Se potens

## Kemi
Grundstoffet svovl (S) har atomnummeret 16.

## Andet
- En af de gennemgående, tematiske Lost-tal (4 8 15 16 23 42).
- Før kronens indførelse i 1875 gik der 16 skilling på en mark.

- Wikimedia Commons har flere filer relateret til 16 (tal)

| Matematik | Spire Denne artikel om matematik er en spire som bør udbygges. Du er velkommen til at hjælpe Wikipedia ved at udvide den. |